# Marija Igorevna Szidorova
Marija Igorevna Szidorova, oroszul Мария Игоревна Сидорова (1979. november 21., Balasiha) orosz kézilabdakapus. A Lada Toljatti játékosa. Posztja kapus. Pályafutása eddigi legnagyobb sikere a 2008. évi nyári olimpiai játékokon elért ezüstérem az orosz válogatottal.